# Condate purpurea
Condate purpurea är en fjärilsart som beskrevs av George Francis Hampson 1902. Condate purpurea ingår i släktet Condate och familjen nattflyn. Inga underarter finns listade i Catalogue of Life.